# Каледжи, Недим
Недим Каледжи (тур. Nedim Kaleci; 1 января 1900, Стамбул, Османская империя — 22 июля 1981) — турецкий футболист, игравший на позиции вратаря.

## Клубная карьера
В первой половине 1920-х годов Недим Каледжи защищал ворота стамбульской команды «Алтынорду Имданюрду». В 1926 году он стал игроком «Фенербахче», с которым продолжил свои выступления в Стамбульской футбольной лиге.

## Карьера в сборной
26 октября 1923 года Недим Каледжи дебютировал за сборную Турции в домашнем товарищеском матче против сборной Румынии. Неджим защищал ворота национальной сборной на Олимпийских играх 1924 года, в футбольном турнире которых турки проиграли в первом же раунде сборной Чехословакии со счётом 2:5.

## Статистика выступлений

### В сборной
| Матчи и пропущенные голы Недима Каледжи за сборную Турции | Матчи и пропущенные голы Недима Каледжи за сборную Турции | Матчи и пропущенные голы Недима Каледжи за сборную Турции | Матчи и пропущенные голы Недима Каледжи за сборную Турции | Матчи и пропущенные голы Недима Каледжи за сборную Турции | Матчи и пропущенные голы Недима Каледжи за сборную Турции | Матчи и пропущенные голы Недима Каледжи за сборную Турции |
| №                                                         | Дата                                                      | Место проведения                                          | Соперник                                                  | Счёт                                                      | Пропущенные голы                                          | Соревнование                                              |
| --------------------------------------------------------- | --------------------------------------------------------- | --------------------------------------------------------- | --------------------------------------------------------- | --------------------------------------------------------- | --------------------------------------------------------- | --------------------------------------------------------- |
| 1                                                         | 26 октября 1923                                           | Таксим, Стамбул                                           | Румыния                                                   | 2:2                                                       | 2                                                         | Товарищеский матч                                         |
| 2                                                         | 25 мая 1924                                               | Бержер, Париж                                             | Чехословакия                                              | 2:5                                                       | 5                                                         | Олимпийские игры                                          |
| 3                                                         | 17 июня 1924                                              | Тёёлён Паллокенття, Хельсинки                             | Финляндия                                                 | 4:2                                                       | 2                                                         | Товарищеский матч                                         |
| 4                                                         | 16 ноября 1924                                            | Стадион имени В. Воровского, Москва                       | СССР                                                      | 0:3                                                       | 3                                                         | Товарищеский матч                                         |
| 5                                                         | 10 апреля 1925                                            | Таксим, Стамбул                                           | Болгария                                                  | 2:1                                                       | 1                                                         | Товарищеский матч                                         |

Итого: 5 матчей / 13 пропущенных гола; eu-football.info.